# Chibuto
Chibuto é um posto administrativo, cidade e município da província de Gaza, em Moçambique, sede do distrito do mesmo nome. Sua população total é de 63 184 habitantes, de acordo com o censo de 2007.
O primeiro presidente do Conselho Municipal do Chibuto foi Francisco Barage Muchanga, eleito em 1998, sendo sucedido em 2003 por Francisco Chigongue e depois por Francisco Mandlate, eleito para o cargo em 2008. Os três presidentes representaram o Partido Frelimo.

## Infraestrutura

### Educação
A cidade de Chibuto possui um campus da tradicional Universidade Eduardo Mondlane, onde funciona a Escola Superior de Negócios e Empreendedorismo.